# Open Pluggable Specification
L'Open Pluggable Specification (OPS) è un formato per moduli di elaborazione progettato per aggiungere funzionalità di calcolo a display a schermo piatto. L'utilizzo di un formato e di un connettore standard evita l'utilizzo di cavi per ingressi (USB, Audio), uscite (Display) ed alimentazione. Il connettore si inserisce semplicemente quando si fa scorrere il modulo nell'apposito alloggiamento sul retro del display.
Il formato è stato annunciato per la prima volta da NEC, Intel e Microsoft nel 2010.
I moduli di elaborazione nel formato OPS sono disponibili con CPU basate su Intel o ARM e con sistemi operativi che includono Microsoft Windows e Google Android.
Il principale vantaggio dell'utilizzo di OPS è la riduzione dei tempi di inattività e dei costi di manutenzione, grazie all'estrema facilità di sostituzione del modulo di elaborazione in caso di guasto o per l'aggiornamento tecnologico o, ancora, per mutate necessità.

## Specifiche tecniche
- Il modulo ha dimensioni 180mm x 119mm x 30mm
- Connettore JAE - Spina TX25 e presa TX24
- Contatti a 80 pin
- Interfacce supportate:
  - Alimentazione
  - HDMI/DVI e DisplayPort
  - Audio
  - USB 2.0/3.0
  - UART
  - Segnali di controllo OPS[2]

In alcuni modelli è presente un ingresso di alimentazione separato per l'uso indipendente (non collegato al display).